# Departamento de Alto Paraguay
Alto Paraguay es uno de los diecisiete departamentos que, junto con Asunción, distrito capital, forman la República del Paraguay. Está ubicado en el extremo norte de la Región Occidental. Limita al norte con el departamento de Santa Cruz del Estado Plurinacional de Bolivia, al sur con el departamento de Presidente Hayes, al oeste con el departamento de Boquerón y al este con el departamento Concepción y el estado de Mato Grosso del Sur de la República Federativa del Brasil. Con un área de 82 349 km² es el segundo departamento más extenso del país después de Boquerón; sin embargo, con una población de 17 195 habitantes en 2022 es el departamento menos poblado del Paraguay, y también el menos densamente poblado del país con 0,21 hab/km². Su capital es la ciudad de Fuerte Olimpo.

## Historia
El 7 de diciembre de 1973, la Ley n. 426 dividió el país en 17 departamentos, 14 de los cuales eran parte de la Región Oriental y 3 de la Región Occidental. Entre los 3 departamentos de la Región Occidental, que fue liberada del control militar, estuvo el Departamento de Alto Paraguay (con capital en Fuerte Olimpo).

## Geografía

### Aspecto físico
El suelo chaqueño del Alto Paraguay es una llanura que se encuentra entre los 300 a 600 m s. n. m. El cerro Coronel Félix Cabrera del distrito de Capitán Pablo Lagerenza es la máxima elevación del departamento con 624 metros, otro punto elevado es el cerro Galván del distrito de Puerto Casado tendría unos 325 metros. Sus tierras son bajas, anegadizas, lodos o arenas movedizas y una gran extensión de montes. Las prolongadas sequías seguidas de torrenciales lluvias es una característica peculiar de la zona. Al norte, cerca de la frontera con Bolivia, tiene elevaciones a medida que penetra hacia el noroeste, donde sus tierras son distintas al terreno típico chaqueño. Posee buenas praderas para la ganadería y tierras fértiles para la agricultura. El suelo es una dilatada planicie con inclinaciones hacia la región del Bajo Chaco y el litoral del río Paraguay.

### Orografía
Cuenta con pequeñas elevaciones como los Cerros León, Chovorecá, Ustares, Olimpo, Guaraní, Celina, Cerrito Jara, Cerro Galván, Cerro Boggianni, Tres Hermanas, entre otras menores.

### Hidrografía
El río Paraguay baña las costas del departamento en un tramo de 520 km aproximadamente. Cuenta, además, con grandes lagunas como el Imakata, General Díaz, Carlos A. López y Morocha. Las aguas de la mayoría de ellas no son aptas para el consumo, pues poseen aguas saladas. Importantes riachos desembocan en el río Paraguay, algunos de ellos son: Periquito, Yacaré, San Carlos, Alegre, Nabilique, Curupayty, Paraguay, Pytá y Mosquito. Hacia el noroeste los ríos Lageranza, río Tímame o Tinamé y en el sur el río Melo, ambos no navegables el río Negro del Chaco Boreal señala en su vaguada actualmente los límites más orientales entre Paraguay y Bolivia.

### Clima
El clima del departamento es semitropical siendo semitropical semiestépico en el este y semitropical continental en el oeste. Las temperaturas máximas superan ampliamente los 40 °C. Las lluvias son escasas en el centro, con un promedio de 600 mm, y van aumentando hacia el este, 1000 mm en la zona sur, cercana al departamento de Concepción y pegada al río Paraguay.

## Demografía
| POBLACIÓN HISTÓRICA DEL DEPARTAMENTO DE ALTO PARAGUAY        | POBLACIÓN HISTÓRICA DEL DEPARTAMENTO DE ALTO PARAGUAY | POBLACIÓN HISTÓRICA DEL DEPARTAMENTO DE ALTO PARAGUAY | POBLACIÓN HISTÓRICA DEL DEPARTAMENTO DE ALTO PARAGUAY | POBLACIÓN HISTÓRICA DEL DEPARTAMENTO DE ALTO PARAGUAY |
| N.º                                                          | Año                                                   | Habitantes                                            | Crecimiento Intercensal                               | Estimaciones o Censo de población                     |
| ------------------------------------------------------------ | ----------------------------------------------------- | ----------------------------------------------------- | ----------------------------------------------------- | ----------------------------------------------------- |
| SIGLO XX                                                     |                                                       |                                                       |                                                       |                                                       |
| 1.º                                                          | 1950                                                  | 2 705                                                 | Sin cambios                                           | Censo paraguayo de 1950                               |
| 2.º                                                          | 1962                                                  | 3 854                                                 | + 42,4 %                                              | Censo paraguayo de 1962                               |
| 3.º                                                          | 1972                                                  | 5 366                                                 | + 39,2 %                                              | Censo paraguayo de 1972                               |
| 4.º                                                          | 1982                                                  | 9 021                                                 | + 68,1 %                                              | Censo paraguayo de 1982                               |
| 5.º                                                          | 1992                                                  | 12 156                                                | + 34,7 %                                              | Censo paraguayo de 1992                               |
| SIGLO XXI                                                    |                                                       |                                                       |                                                       |                                                       |
| 6.º                                                          | 2002                                                  | 11 587                                                | - 4,6 %                                               | Censo paraguayo de 2002                               |
| 7.º                                                          | 2012                                                  | 15 682                                                | + 35,3 %                                              | Censo paraguayo de 2012                               |
| 8.º                                                          | 2022                                                  | 17 195                                                | + 12,2 %                                              | Censo paraguayo de 2022                               |
| Fuente: Instituto Nacional de Estadística del Paraguay (INE) |                                                       |                                                       |                                                       |                                                       |

Evolución histórica de la población 
del Departamento de Alto Paraguay según 
 los censos paraguayos (1950-2022)
Fuente: Instituto Nacional de Estadística del Paraguay (INE)

## Organización territorial
El departamento de Alto Paraguay se divide en cuatro municipios.
| N.º | Distritos               | Superficie (km²) | Población (censo de 2022) |
| --- | ----------------------- | ---------------- | ------------------------- |
| 1   | Bahía Negra             | 35 057           | 2 768                     |
| 2   | Capitán Carmelo Peralta | 4 798            | 4 402                     |
| 3   | Fuerte Olimpo           | 24 271           | 4 586                     |
| 4   | Puerto Casado           | 18 223           | 5 439                     |
|     | Alto Paraguay           | 82 349           | 17 195                    |

## Economía

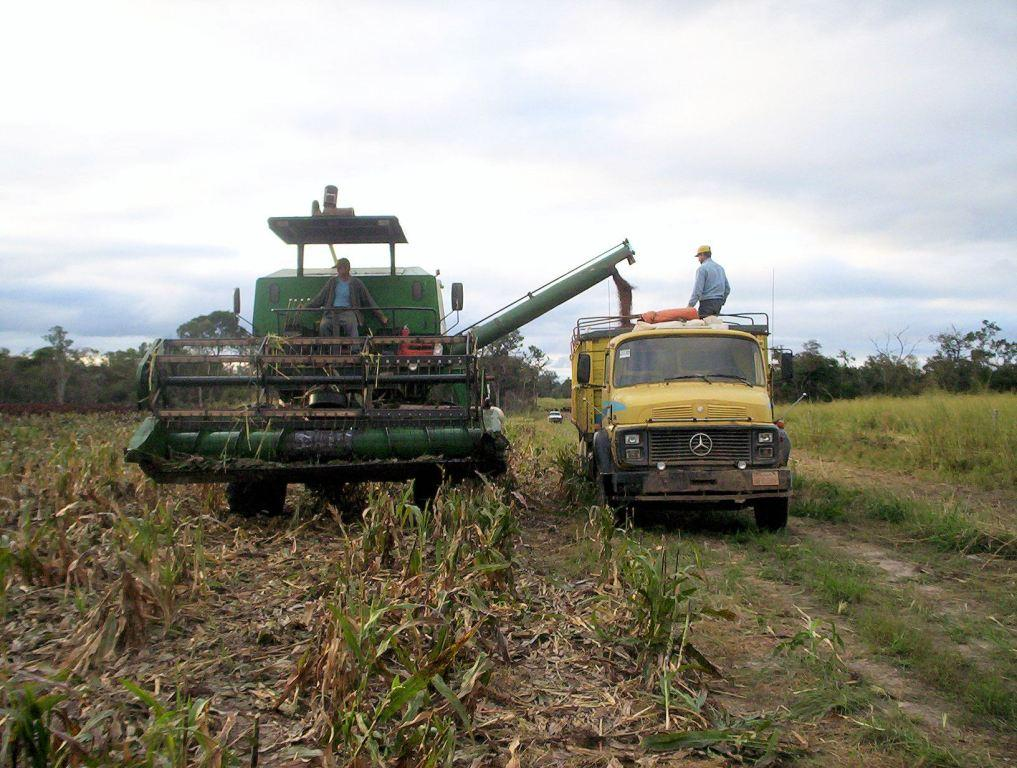
Cosecha de sorgo 2008, Línea 14, Agua Dulce, Alto Paraguay.

La actividad más importante es la ganadería, extensiva en las sabanas del Bajo Chaco en el este del Departamento, intensiva en las pasturas para engorde, implantadas en los suelos más fértiles de tierras anteriormente desmontadas. Allá los ganaderos logran una dotación de 2 UG/ha con pastos de las variedades Gatton Panic, Tanzania, Colonial etc. 

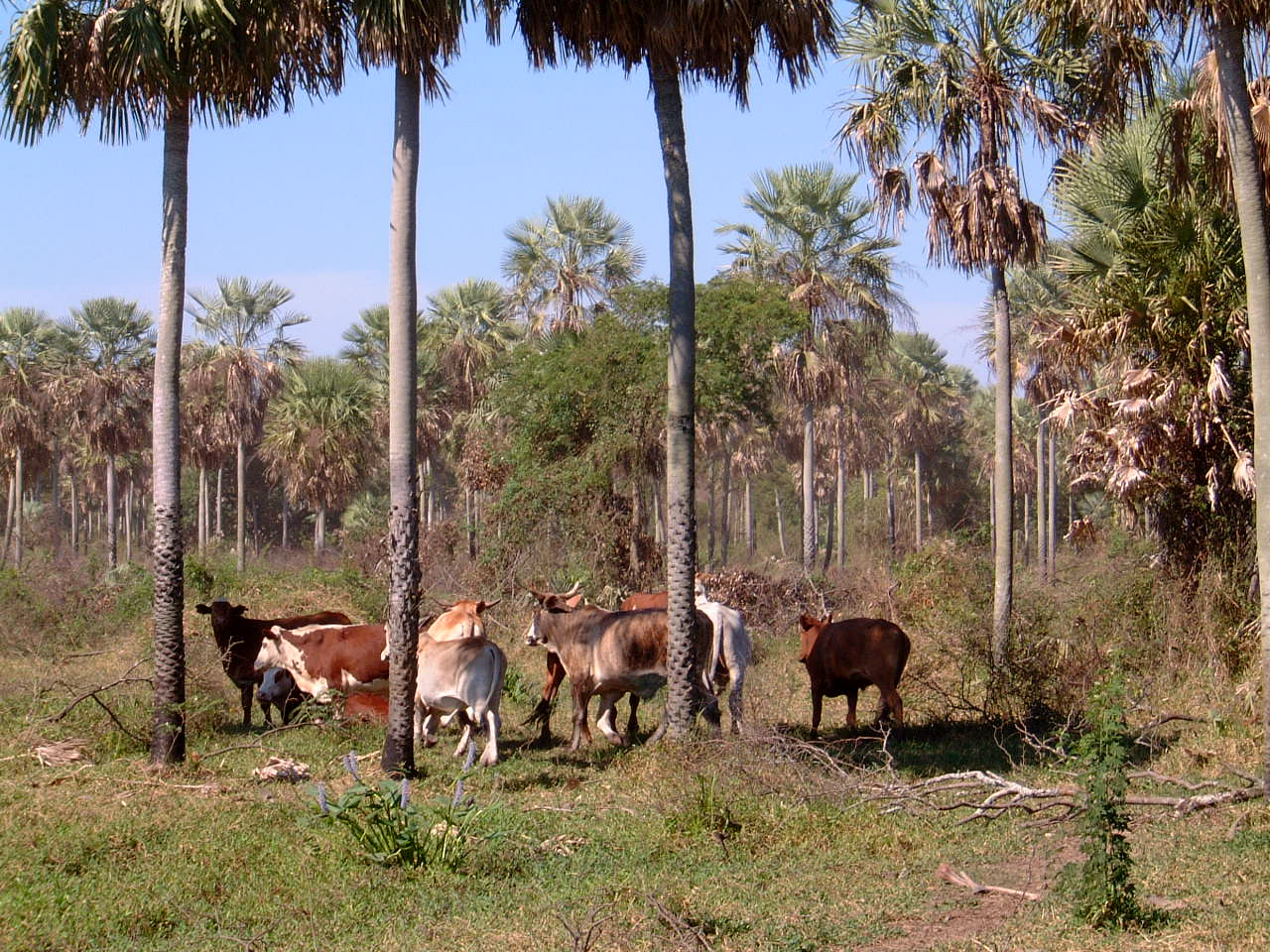
Ganado en las sabanas del Bajo Chaco.

Un desarrollo más reciente es la introducción de la agricultura con cultivos de sorgo, soja, caña dulce, mientras con algodón se empezaba hace décadas.
En la medida que avanza la tecnología del etanol celulosa, el Departamento y el Chaco Paraguayo en general con su alta productividad de biomasa por hectárea, podría tener el potencial para producir celulosa para biocombustible.
El estado paraguayo busca un equilibro entre aspectos ambientales y productivos, reglamentando el desmonte, prohibiendo talar entre 25 y 40% de monte virgen de cada propiedad.
El turismo practicado por los brasileños a través de la pesca deportiva, en los últimos años, ha generado buen dividendo a varias comunidades, cuyos pobladores se dedican a la venta de señuelos e implementos para la pesca, sin embargo, este rubro en estos tiempos se ha resentido tremendamente como consecuencia de la escasez de peces, producido por varios años de práctica depredatoria. Las verduras y frutas llegan a las comunidades en embarcaciones desde diferentes puntos del país. 
Alto Paraguay es el único departamento del país que no cuenta con ningún tipo de industria.

## Educación

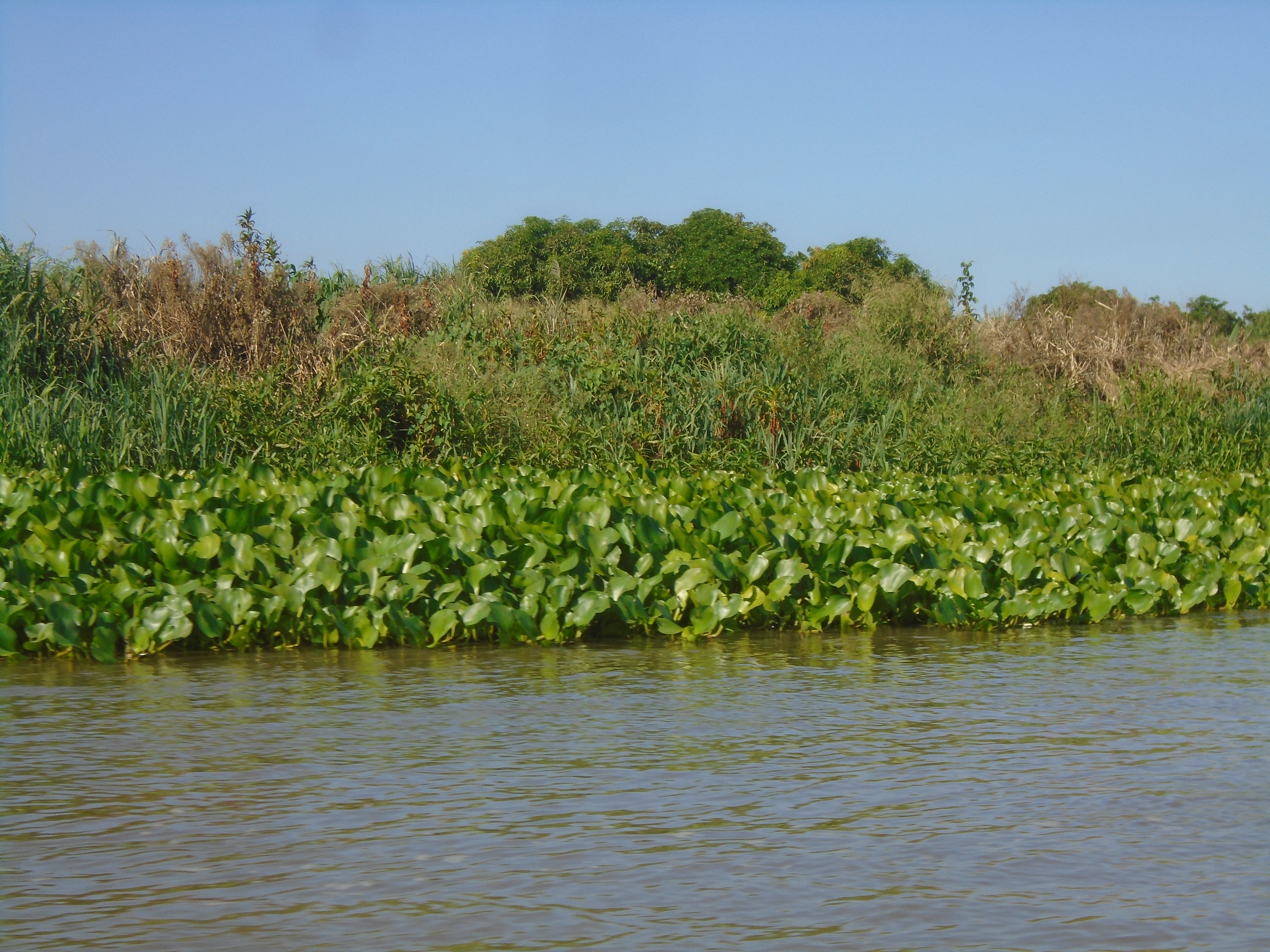
Camalotes a orillas del río Paraguay, a la altura de Puerto Casado.

El Alto Paraguay cuenta con 32 instituciones de Educación Escolar Básica, 11 de Educación Media y 15 de Educación Permanente. Del grupo de instituciones citadas 19 son del sector indígena. En el fondo del Chaco existe un internado en el cual asisten los hijos de los peones y el pueblo originario de la zona. En la misma funciona la Educación Escolar Básica del primero al noveno grado. 
En el departamento existe una deserción escolar en un promedio del 20 al 30% de alumnos abandonan las aulas producto de la falta de trabajo, pues los niños a temprana edad, acompañan a sus padres en las tareas del campo. En una gran cantidad los docentes son bachilleres profesionalizados. Existen cinco Supervisiones Educativas y una exclusiva para el sector de Educación Indígena. Así también una Coordinación Departamental de Supervisiones Educativas.

## Salud

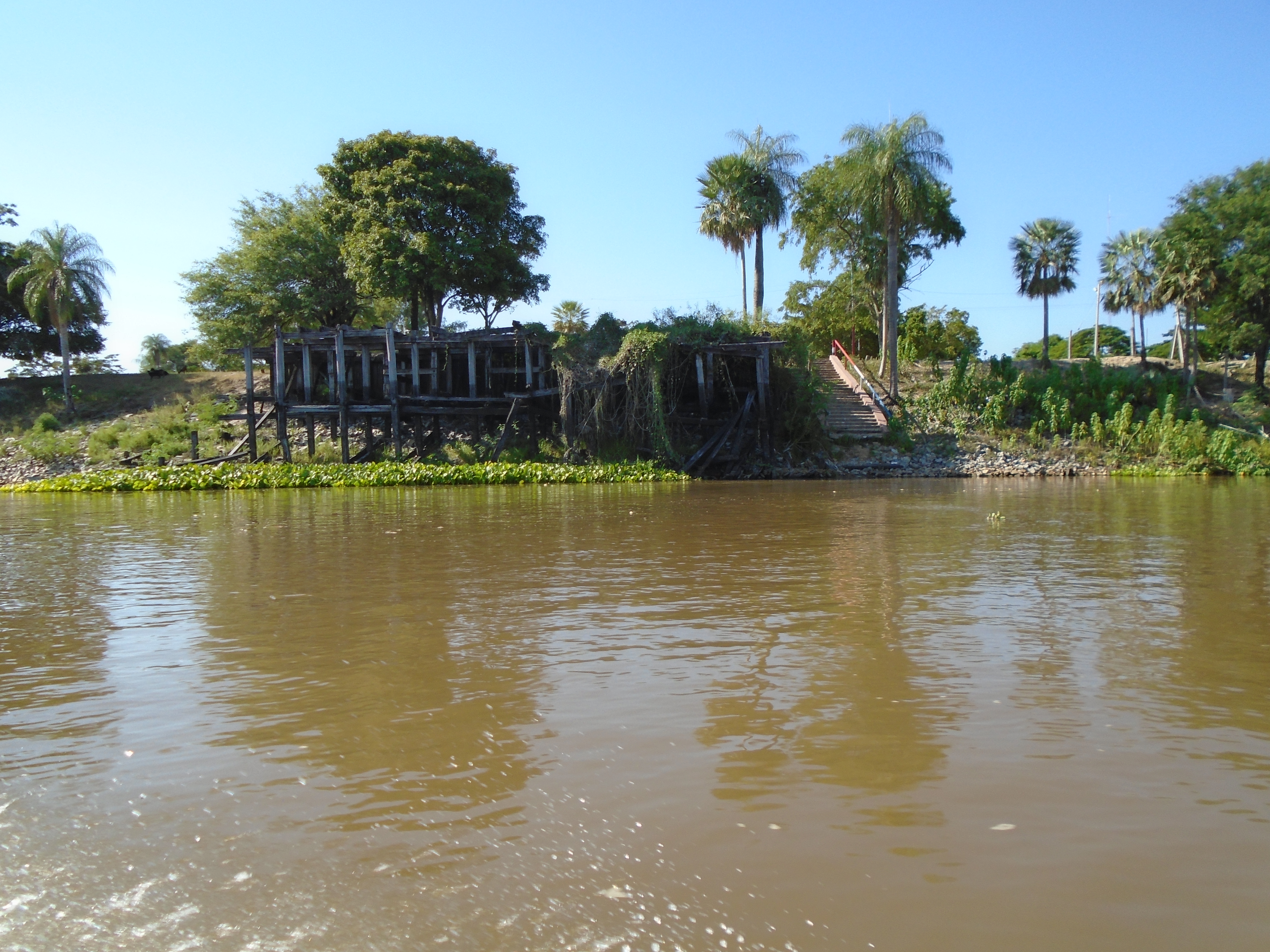
Orilla sobre el río Paraguay al sudeste del departamento de Alto Paraguay.

El departamento cuenta con una Región Sanitaria cuyo asiento es la capital departamental (Fuerte Olimpo). Sin embargo, el trabajo de la misma es precario debido a la falta de recursos humanos e infraestructura. La vacunación no cubre a todos los pobladores, muchas veces por la gran distancia de las comunidades y la falta de caminos, y otra por desidia política. En ocasiones, las personas deben recurrir a centros asistenciales del Brasil o de la Región Oriental para someterse a estudios diagnósticos y procedimientos quirúrgicos por las limitaciones del sistema sanitario regional.

## Vías de comunicación
El río Paraguay es la principal vía de comunicación del departamento. En cuanto a vías terrestres, la única ruta asfaltada es la Ruta 15 (Paraguay), pero también cuenta con otros caminos empedrados y de tierra, los que se han proyectado asfaltarse en el futuro.